# Жиров, Владимир Константинович
Владимир Константинович Жиров (род. 1952) — советский и российский ботаник, специалист в области общих проблем адаптаций и старения высших растений, член-корреспондент РАН (2003).

## Биография
Родился 15 июня 1952 года в Ленинграде.
С 1964 года живёт в Мурманской области.
Работал в пос. Дальние Зеленцы старшим лаборантом Мурманского морского биологического института.
В 1974 году — окончил биологический факультет МГУ.
С 1975 года по настоящее время работает в Полярно-альпийском ботаническом саду-институте (ПАБСИ), где прошел путь от старшего лаборанта до заместителя директора (с 1992 года), директор (с 1998 по 2018 год).
В 1983 году — защитил кандидатскую диссертацию, тема: «Перекисное окисление липидов растений при действии низких температур».
В 1997 году — защитил докторскую диссертацию, тема: «Физиолого-биохимические основы приспособления и возрастная изменчивость растений в условиях Кольского Севера».
Заведует отделом экспериментальной экологии, созданным после объединения ряда лабораторий в 1999 году.
В 2002 году — избран членом-корреспондентом РАЕН.
В 2003 году — избран членом-корреспондентом РАН.

## Научная деятельность
Ведет изучение приспособляемости растений к действию экстремальных факторов среды.
Предложил оригинальную концепцию триггерной роли свободнорадикального окисления мембранных липидов как механизма, связывающего функции роста, покоя и старения и определяющего основную стратегию ответных реакций растения на изменение внешних условий.
Организовал ряд стационаров и экспериментальных площадок института на Терском берегу, при Трифоновом Печенгском и Кемском (Карелия) монастырях, а также учебно-научный центр на базе ПАБСИ.
Автор более 110 научных работ, в том числе 5 монографий.

## Критика
В 2008 году Жировым была опубликована статья: «Человек и биологическое разнообразие: православный взгляд на проблему взаимоотношений», которая была подвергнута критике рядом учёных.
Также Полярно-альпийский ботанический сад-институт КНЦ РАН, директором которого является Жиров, поразил научную общественность методиками лечения лиц, страдающих нервными и психическими расстройствами. Создают и апробируют их не специалисты-психиатры, а сотрудники ботанического сада.
По мнению М. М. Диева, один из лучших ботанических садов России на глазах превращается в рефугиум для людей, не нашедших себя в настоящей науке.

### Публикации
Монографии
- Белковый состав и мембранные липиды интродуцированных растений в Заполярье
- Покой и зимостойкость растений на Крайнем Севере
- Возрастные модификации растений в связи с адаптациями и стрессом
- Адаптации и возрастная изменчивость растений на Севере
- Этология многоуровневых систем устойчивости интродуцированных и аутохтонных древесных растений

Статьи
- Жиров В. К. Человек и биологическое  разнообразие: православный взгляд на проблему взаимоотношений // Вестник  МгТУ. — 2008. — Т. 11, № 4. — С. 609–626.
- Жиров В. К. Связь времен. К 80-летию Полярно-альпийского ботанического сада-института им. Н. А. Аврорина // Вестник Кольского научного центра РАН. — 2011.